# Meridian Field
Meridian Field - to stadion rugby w Village of Grace, na Turks i Caicos. Jest obecnie używany głównie do meczów reprezentacji Turks i Caicos w rugby union. Stadion jest własnością Turks and Caicos Islands Rugby Football Union.